# Dźwiniszki
Dźwiniszki (lit. Dvyniškės) − wieś na Litwie, w rejonie solecznickim, 1 km na południowy zachód od Podborza, zamieszkana przez 16 ludzi. Przed II wojną światową w Polsce, w powiecie lidzkim województwa nowogródzkiego.